# Ragnheiður (Oper)
Ragnheiður ist eine Oper in drei Akten von Gunnar Þórðarson (Musik) mit einem Libretto von Friðrik Erlingsson. Sie wurde im August 2013 in der Kathedrale zu Skálholt konzertant uraufgeführt. Die erste szenische Aufführung fand am 1. März 2014 im Konzerthaus Harpa in Reykjavík statt.

## Handlung
Der Inhalt der Oper basiert auf einer historischen Begebenheit aus der Mitte des 17. Jahrhunderts. Ragnheiður, die Tochter des Bischofs von Skálholt in Island, verliebte sich in ihren Lehrer Daði. Der Bischof zwang sie, einen öffentlichen Eid über ihre Jungfräulichkeit abzulegen. Als sie neun Monate später ein Kind zur Welt brachte, wurde lange darüber diskutiert, ob sie einen Meineid abgelegt hatte.

### Erster Akt
Sommertag in Skálholt, 1660
Die Bischofstochter Ragnheiður betrachtet eine Blume und träumt von ihrer unmöglichen Liebe zu dem Lehrer Daði. Die Arbeiterinnen, unter ihnen die Magd Ingibjörg, genießen den schönen Tag. Ingibjörg hat ein geheimes Verhältnis mit dem Domkirchenpriester Sigurður, von dem sie ein Kind erwartet.
Skálholt ist nicht nur Bischofssitz, sondern zugleich Ort eines Schulkomplexes. Bischof Brynjólfur Sveinsson schwört seine Schüler auf Frömmigkeit und Gehorsam ihm gegenüber ein. Er weist sie darauf hin, dass Liebeständeleien auf dem heiligen Boden von Skálholt schwere Sünde seien. Wer seine Regeln missachte, habe keine Aussicht mehr auf einen Abschluss.
Abendversammlung in der Wohnhalle
Þórður Þorláksson spielt auf einer Viola d’amore. Deren Schnecke ist in Form eines Kopfes geschnitzt und trägt eine Augenbinde. Þórður erklärt das als Anspielung auf die Blindheit der Liebe. Ragnheiðurs Vater vergleicht die Liebe mit einer Fliege, was Þórður so versteht, dass sie von Blume zu Blume fliege. Ragnheiður selbst hatte die Liebe eher für die Blume gehalten. Sie fragt den Priester Hallgrímur Pétursson nach ihrer Meinung. Für diesen ist die Liebe eher ein Adler, der mit offenen Augen in Richtung Sonne fliegt.
Bischof Brynjólfur hat beschlossen, seine Tochter Þórður zur Frau zu geben. Dieser wird voraussichtlich einmal eine Bischofsstelle übernehmen und wäre daher der ideale Schwiegersohn. Ragnheiður zeigt deutlich ihre Empörung darüber, dass sie nicht gefragt wurde. Obwohl Hallgrímur ihren Vater um Verständnis für das junge Mädchen bittet und auf die Bedeutung der Liebe hinweist, bleibt dieser bei seiner Entscheidung. Hallgrímur schenkt Ragnheiður ein Buch, das einst seiner verstorbenen Tochter, einer Freundin Ragnheiðurs, gehört hatte. Brynjólfur lässt sich von Ragnheiðurs Lehrer Daði und ihren Beichtvater Sigurður versprechen, dass sie den Winter über gut auf Ragnheiður achtgeben werden, bis sie im Frühling mit Þórður verheiratet wird.
Nacht in Skálholt
Sigurður sorgt sich um seine Zukunft. Sobald Ingibjörgs Kind geboren ist, wird er entehrt sein. Gleichzeitig neidet er Brynjólfur seine Macht.
Daði hat sich in Ragnheiður verliebt. Vor der Wahl, seinen Gefühlen („Amor“) oder der Weisheit („Athene“) zu folgen, entscheidet er sich für Athene.
Sigurður teilt Ingibjörg mit, dass er eine Lösung für ihre Probleme gefunden habe: Sie solle behaupten, dass das Kind von Daði sei. Selbst wenn dieser leugnen würde, wäre er entehrt. Ingibjörg ist erschrocken über diesen Vorschlag. Doch Sigurður setzt sie unter Druck: Wenn sie sich weigern sollte, werde er sie fortschicken.
Brynjólfur betet zur Mutter Gottes um Gnade für sein Haus und seine Tochter.
Wintermorgen in Skálholt
Vor der Lateinstunde träumt Ragnheiður erneut von ihrer Liebe zu Daði, einer Umarmung und ersten Kuss. Daði erscheint und beginnt wie gewohnt mit dem Unterricht. Die Übersetzung der lateinischen Sätze führt schließlich dazu, dass sie ihm ihre Liebe gesteht. Die beiden kommen sich näher und küssen sich. Sie wissen nicht, dass sie von Ingibjörg beobachtet werden.
Frühlingstag in Skálholt
Die Arbeiterinnen und Arbeiter unterhalten sich über die von Ingibjörg in die Welt gesetzten Gerüchte vom Verhältnis Ragnheiðurs mit ihrem Lehrer.
Brynjólfur besitzt ein wertvolles Buch, die Sæmundar Edda von Sæmundur fróði. Er erzählt Sigurður, dass Þórður es dem König als Geschenk überreichen soll, um seine Karrierechancen zu erhöhen. Sigurður berichtet ihm von den Gerüchten über seine Tochter. Da Brynjólfur ihm nicht glaubt, lässt er Ingibjörg seine Aussage bestätigen. Sigurður ist der Meinung, dass nur ein öffentlicher Eid über ihre Jungfräulichkeit Ragnheiðurs Ruf wiederherstellen könne. Brynjólfur sorgt sich um seine Tochter. Sigurður versichert Ingibjörg, dass Brynjólfur eher Daði fortschicken würde, als seine Tochter auf diese Weise zu demütigen.
Ragnheiður und Daði treffen sich erneut. Sie beschließen, vorsichtig zu sein und zu warten, bis Daði seine Zukunft gesichert hat und sie heiraten können. Daði ist bereit, seine Ausbildung notfalls im Ausland fortzusetzen, selbst wenn das viele Jahre dauern sollte.
Nachdem sich Ragnheiður zurückgezogen hat, stellt Brynjólfur Daði über sein Verhältnis zu seiner Tochter zur Rede. Daði versichert ihm, dass die Gerüchte Lügen sein. Ragnheiður kommt zurück und bestätigt zwar, dass sie Daði liebe, doch nur so, wie sie auch viele andere Dinge liebe. Das reicht Brynjólfur nicht aus. Er besteht darauf, dass sie ihre Unschuld öffentlich in der Kathedrale beeidet. Ragnheiður warnt ihn vor ihrem eigenen Stolz als seine Tochter: Wenn sie gebeugt werde, werden auch andere gebeugt und brechen.
Skálholt am 11. Mai 1661
Vor der Zeremonie tröstet Helga ihre Nichte Ragnheiður.
Der Eid
Ragnheiður schwört vor der versammelten Gemeinde auf die Bibel, dass sie noch jungfräulich ist.
Sigurðurs Plan ist somit fehlgeschlagen. Ihm bleibt nun nichts anderes mehr übrig, als das Land zu verlassen. Er entwendet die Sæmundar Edda, die er dem König in Kopenhagen überreichen will, um seine Zukunft zu sichern.
Ragnheiður geht zu Daði und verführt ihn. Sie meint, nachdem der Bischof am Tag seinen Willen durchgesetzt hat, gehöre die Nacht ihr.

### Zweiter Akt
Winter in Bræðratungu
Die Einwohner beten zu Gott um Hilfe während des harten Winters.
Ragnheiðurs Liebesnacht ist nicht ohne Folgen geblieben. Sie verbringt den Winter bei ihrer Tante Helga, die von ihrer Lage weiß. Um die Schwangerschaft zu verbergen, hat Helga angeordnet, dass ihre Mägde unförmige Kleider für alle herstellen – angeblich sollen sie besonders gut gegen die Kälte wirken.
Ragnheiður erhält einen Brief von Daði, der bald kommen will. Helga rät ihr, vorsichtig mit ihrer Korrespondenz zu sein, obwohl sie weiß, dass die Wahrheit sowieso bald herauskommen werde. Ragnheiður singt ein Schlaflied für ihr ungeborenes Kind.
Daði kommt tatsächlich, doch das Wiedersehen ist nur kurz, denn er hat beschlossen, das Land zu verlassen. Vor dem Abschied genießen die beiden einen letzten Moment des Glücks. Daði kann es kaum erwarten, nach seiner Rückkehr seinen Sohn kennenzulernen.
Nach Daðis Abreise bringt Ragnheiður ihr Kind zur Welt.
Skálholt, 20. April 1662
Helga berichtet Brynjólfur, dass seine Tochter einen Sohn geboren und Daði als Vater angegeben hat. Brynjólfur ist entsetzt. Obwohl Hallgrímur darauf hinweist, dass seit dem Schwur vierzig Wochen vergangen sind, glaubt Brynjólfur, dass Ragnheiður einen Meineid geleistet hat und in alle Ewigkeit verdammt ist. Hallgrímur sieht nur einen Ausweg: Ragnheiður muss öffentlich ihre Schuld bekennen, um Vergebung zu erlangen. Dennoch besteht Brynjólfur darauf, sie aus der Heimat zu verbannen. Das Kind soll zu Pflegeeltern gegeben werden. Es kommt zu einem Streit zwischen Helga und Brynjólfur über ihre unterschiedlichen Gottesvorstellungen. Brynjólfur glaubt, dass Gott in erster Linie Gehorsam und Unterwerfung verlange, doch Helga verweist auf seine Barmherzigkeit. Sein Gott werde niemals gewinnen, denn über ihm stehe die barmherzige Mutter. Ohne die Sünde gäbe es keinen Grund für die Vergebung.
Helga begegnet Ingibjörg, die ebenfalls ein Kind geboren hat, dieses aber behalten durfte. Ingibjörg fühlt kein Mitleid mit Ragnheiður, die als Bischofstochter noch genügend Bewerber haben werde. Helga bittet sie dennoch, für Ragnheiður zu beten.
Absolution
In einer demütigenden Zeremonie soll Ragnheiður öffentlich ihre Schuld bekennen. Doch sie muss immer an ihr Kind denken, dem keine Vergebung zuteilwerden soll.
Von Mitleid für seine Tochter überwältigt, will Brynjólfur die Sæmundar Edda mit einem Brief zum König nach Dänemark schicken, um diesen zu bitten, die Ehre seiner Tochter wiederherzustellen. Doch er muss feststellen, dass das Buch verschwunden ist. Ingibjörg teilt ihm mit, dass Sigurður es bei seiner Abreise mitgenommen hat. Trotz dieser Tat liebt sie Sigurður noch immer. Sie ist überzeugt, dass er bald zurückkommen werde, um sie zu sich zu nehmen.
Brynjólfur leidet unter Gewissensbissen, da er sich selbst die Schuld am Unglück seiner Tochter gibt.
Kopenhagen
Sigurður triumphiert. Er hat dem König das gestohlene Buch überreicht und wurde mit Ehrungen überhäuft. Nun kann er als reicher Mann in die Heimat zurückkehren und sich eine Frau suchen. An Ingibjörg verschwendet er keinen Gedanken mehr. Der weniger erfolgreiche Daði dagegen sehnt sich nach Ragnheiður.
Skálholt, 23. März 1663
Ragnheiður ist schwer erkrankt und liegt im Sterben. Trost findet sie nur noch bei Helga und Hallgrímur. Sie muss immer an ihren Sohn denken, denn heute ist sein erster Geburtstag. Sie bittet Helga, ihm später ihre Lebensgeschichte zu erzählen. Kurz darauf stirbt sie. Ihr hinzugerufener Vater kann nur noch ihren Tod beklagen.

### Epilog
Skálholt, zehn Jahre später
Im Alter von zwölf Jahren ist auch Ragnheiðurs Sohn verstorben. Der stark gealterte Brynjólfur beklagt am Grab der beiden seine Einsamkeit. Þórður, der inzwischen seine Nachfolge als Bischof angetreten hat, versucht vergeblich, ihn zu trösten. Kurz darauf erscheint ein Fremder, der Brynjólfur mit seinem alten Titel grüßt – es ist Daði, der endlich zurückkehren konnte. Er erfährt erst jetzt vom Tod seiner Geliebten und seines Sohnes. Die Oper endet mit einem Klagegesang des Chores.

## Gestaltung

### Instrumentation
Die Orchesterbesetzung der Oper enthält die folgenden Instrumente:
- Holzbläser: zwei Flöten, zwei Oboen, zwei Klarinetten, zwei Fagotte
- Blechbläser: drei Hörner, zwei Trompeten, zwei Posaunen
- Pauken, Schlagzeug
- Harfe
- Streicher: Violine 1, Violine 2, Bratschen, Violoncelli, Kontrabässe

### Musik
Die Musik der Oper ist romantisch und kommt ohne moderne Härten aus. Die Rezensentin der Zeitschrift Opernwelt schreibt von „lyrischen Melodien, sattem Streichersatz, […] Harfensäuseln, Flötenton, dramatischen Trommelwirbeln“ und erkennt Anklänge an Verdi, Massenet und „viel Puccini“. Dennoch handele sich nicht um Filmmusik oder Musical, sondern um „drei Stunden große Oper“. Obwohl die Duette und Ensembles vorwiegend unisono ausgeführt werden, sei die Oper „gut gemacht“.

## Werkgeschichte

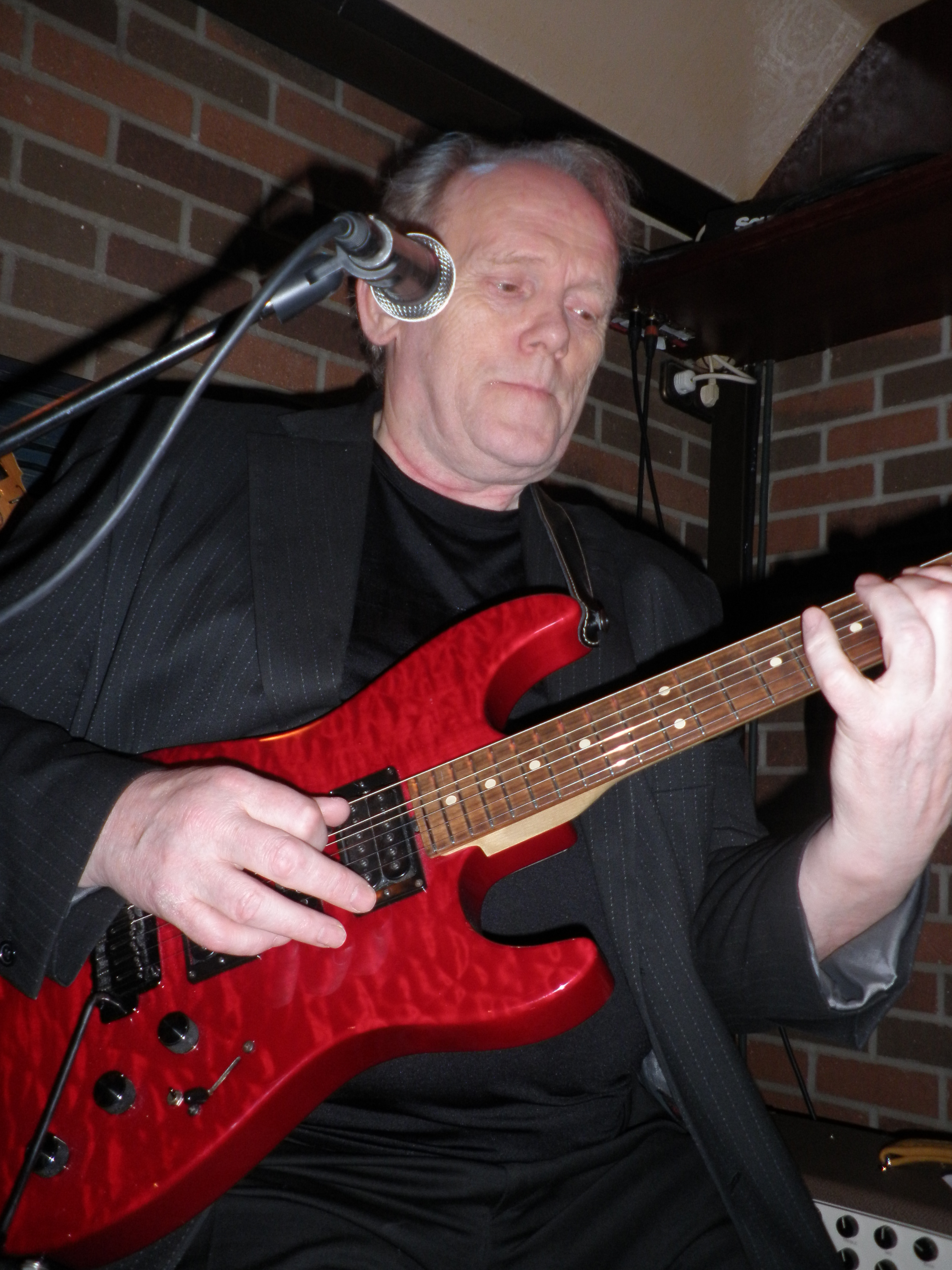
Der Komponist Gunnar Þórðarson

Der Komponist Gunnar Þorðarson (geboren am 4. Januar 1945) hatte sich in Island in den 1960er Jahren einen Namen als Popmusiker gemacht. Seine Band „Hljómar“ wurde gelegentlich als „Isländische Beatles“ bezeichnet. Das Libretto stammt von Friðrik Erlingsson, der zuvor Romane, Kinderbücher und Drehbücher geschrieben hatte. Für beide ist Ragnheiður die erste Opernarbeit.
Die Oper wurde zunächst mit großem Erfolg konzertant in der Kathedrale zu Skálholt, dem Ort der Handlung, aufgeführt. Alle drei Aufführungen dort waren ausverkauft. Im folgenden Jahr gab es die erste szenische Produktion der Isländischen Oper in der Spielstätte im Konzerthaus Harpa in Reykjavik in Anwesenheit des Staatspräsidenten und vieler Repräsentanten der Regierung und des Kulturlebens. Es sangen Þóra Einarsdóttir (Ragnheiður), Viðar Gunnarsson (Brynjólfur), Elmar Gilbertsson (Daði), Jóhann Smári Sævarsson (Sigurður), Elsa Waage (Helga), Guðrún Jóhanna Ólafsdóttir (Ingibjörg), Bergþór Bergþór Pálsson (Hallgrímur), Ágúst Ólafsson (Torfi), Björn Ingiberg Jónsson (Þórður) und Ingibjörg Ólafsdóttir (Margrét). Das Orchester der Isländischen Oper spielte unter der musikalischen Leitung von Petri Sakari. Die Inszenierung stammte von Stefán Baldursson, die Bühne von Gretar Reynisson, die Kostüme von Þórunn Sigríður Þorgrímsdóttir, das Lichtdesign von Páll Ragnarsson und die Choreografie von Ingibjörg Björnsdóttir. Aufgrund des gewaltigen Erfolgs wurden die ursprünglich geplanten zwei Vorstellungen auf neun erweitert.
Die Uraufführung wurde auf Video aufgezeichnet und im Mai 2017 im Bonusprogramm der Opera Platform im Internet gezeigt.